# Cha Eun-woo
Lee Dong-min (Hangul: 이동민, sinh ngày 30 tháng 3 năm 1997), còn được biết đến với nghệ danh Cha Eun-woo (Hangul: 차은우), là một nam ca sĩ, người mẫu kiêm diễn viên và MC người Hàn Quốc. Anh là thành viên của nhóm nhạc nam Astro do công ty giải trí Fantagio thành lập và quản lý.

## Tiểu sử
Cha Eun-woo theo học tại Trường Trung học Nghệ thuật Hanlim. Vào năm 2016, anh nhập học vào trường Đại học Sungkyunkwan, chuyên ngành diễn viên và đã được nhận vào học từ tháng 11 năm 2015.
Trước khi ra mắt chính thức cùng với ASTRO, nam idol là thực tập sinh đầu tiên được giới thiệu trước khi tiết lộ hình ảnh.

## Năng khiếu và tài năng
Eunwoo tiết lộ rằng, anh có thể chơi đàn piano, guitar, violin. Thành viên cùng nhóm ASTRO JinJin tiết lộ rằng anh và Eunwoo là 2 người nói tiếng Anh giỏi nhất trong nhóm. Nam idol cũng thông thạo các thứ tiếng như tiếng Nhật, tiếng Trung. Cha Eun-woo gắn liền với hình tượng "ManJjitNam", một người đẹp trai đến từ thế giới truyện tranh. Thậm chí ở Hàn, cậu còn nổi tiếng với câu nói "Bias là bias, Cha Eun Woo là Cha Eun Woo" (được nhắc đến trong tập 76 của "How do you play?" của đài MBC). Eunwoo được dân Hàn Quốc ưu ái đặt cho biệt danh là " Face Genius" (gương mặt thiên tài) do gương mặt đẹp đúng tỉ lệ vàng và không góc chết như bước ra từ truyện tranh của cậu.
Ngoài ra, anh cũng tham gia nhiều chuyên ngành như thể thao (bơi lội, bóng rổ), diễn xuất, người mẫu, ...
Eunwoo cũng tiết lộ rằng: hồi còn đi học, xếp hạng cao nhất ở trên trường là top 3 và thấp nhất là top 20 do bận lịch trình chuẩn bị debut cùng các thành viên trong nhóm ASTRO. Cậu cũng là chủ tịch hội học sinh thời đó.

## Cuộc đời và sự nghiệp

### 1997–2013: Những năm thiếu thời
Lee Dong-min sinh ngày 30 tháng 3 năm 1997 tại thành phố Gunpo, Gyeonggi. Anh đến từ một gia đình khá giả và có một cậu em trai tên là Lee Dong-hwi sinh năm 1999.

### 2013–2015: Sự nghiệp bắt đầu
Cha Eun-woo ra mắt với tư cách là một diễn viên với một vai nhỏ trong bộ phim My Brilliant Life. Anh ấy là thực tập sinh thứ tư được giới thiệu chính thức với Fantagio iTeen Photo Test Cut. Vào tháng 8 năm 2015, Cha cùng với các thành viên khác của Astro tham gia web-drama, To Be Continued.

### 2016–2022: Ra mắt cùng Astro, hoạt động solo và thành công

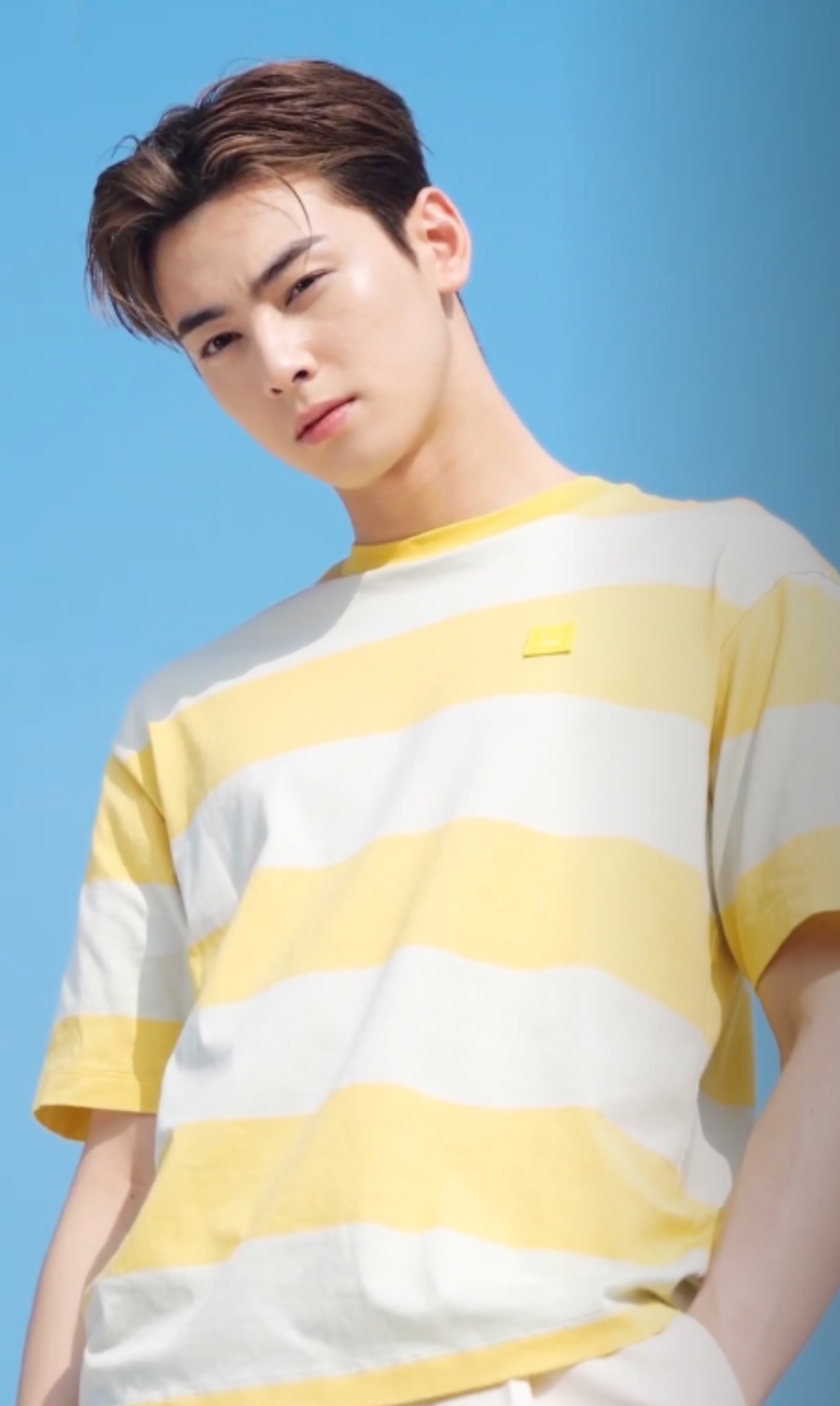
Cha Eun-woo trên tạp chí Marie Claire Korea vào năm 2020

ASTRO ra mắt vào ngày 23 tháng 2 năm 2016, với EP "Spring Up". Đến tháng 8, Eun-woo tham gia chương trình tạp kỹ đặc biệt Chuseok, Replies That Make Us Flutter. Vào tháng 9, anh ấy tiếp tục tham gia một chương trình thử nghiệm Chuseok khác, Boomshakalaka
Eun-woo đã được công bố là người dẫn chương trình Show! Music Core cùng với Kim Sae-ron, Lee Soo-min và Xiyeon từ năm 2016 đến năm 2018. Năm 2016, anh ấy cũng đóng vai chính trong web drama, My Romantic Some Recipe.
Năm 2017, Eun-woo được chọn tham gia bộ phim Hit the Top của đài KBS2 và đóng vai chính trong web drama, Sweet Revenge.
Năm 2018, Eun-woo đóng vai chính trong web drama, Top Management. Sau đó, anh được chọn tham gia bộ phim hài lãng mạn JTBC, Người đẹp Gangnam, vai chính đầu tiên của anh trên truyền hình. Nam idol đã trở nên nổi tiếng hơn rất nhiều sau khi bộ phim được phát sóng và được đưa vào danh sách "Người đàn ông của năm" của GQ Korea.
Năm 2019, Eun-woo đóng vai chính trong bộ phim lịch sử Nhà sử học tân binh Goo Hae-ryung cùng với Shin Se-kyung. Anh ấy đóng vai một hoàng tử trở thành một tiểu thuyết gia lãng mạn, và đã giành được giải thưởng nam diễn viên xuất sắc và giải cặp đôi đẹp nhất với Se-kyung tại MBC Drama Awards. Vào tháng 12, nam diễn viên được công bố là thành viên của chương trình tạp kỹ mới Handsome Tigers cùng với Joy, Lee Sang-yoon, Yoo Seon-ho và Seo Jang-hoon.
Vào tháng 4 năm 2020, Eun-woo tham gia chương trình truyền hình Master in the House của đài SBS với tư cách là một thành viên cố định. Tại SBS Entertainment Awards năm 2020, anh ấy đã giành được giải thưởng tân binh cho mình. Vào tháng 12 năm 2020, nam diễn viên đóng vai chính trong bộ phim tình cảm học đường, Vẻ đẹp đích thực của đài tvN dựa trên webtoon cùng tên, anh đóng vai một nam thần học đường cùng với Moon Ga-young.
Vào tháng 6 năm 2021, anh rời Master in the House. Vào tháng 11 năm 2021, Eun-woo phát hành "Don't Cry, My Love", một bài hát ballad có phần trình diễn piano, làm nhạc phim chính thức của truyện tranh Under The Oak Tree.
Năm 2022, Eun-woo thu âm "Focus on Me" cho nhạc phim của webtoon Kakao The Villainess Is a Marionette, phát hành vào ngày 22 tháng 2. Sau đó, anh đóng vai một sĩ quan hải quân trong phim hành động khủng bố đô thị, Decibel, của đạo diễn Hwang In-ho được phát hành vào tháng 11 năm 2022. Cuối năm đó, Cha Eun-woo đóng vai chính trong bộ phim truyền hình đài cáp TVING, Hòn đảo ma quái, cùng với Kim Nam-gil, Lee Da-hee và Sung Joon, trong phim anh ấy vào vai một linh mục trừ tà.  Vào ngày 30 tháng 12, Fantagio đưa ra thông báo chính thức rằng Eun-woo đã quyết định gia hạn hợp đồng với công ty.

### 2023-nay: Tập trung phát triển sự nghiệp cá nhân
Năm 2023, Eun-woo chuẩn bị đóng vai chính trong bộ phim truyền hình lãng mạn giả tưởng dựa trên webtoon A Good Day to Be a Dog Vào ngày 1 tháng 6, anh được xác nhận tham gia Wonderful World do nữ diễn viên gạo cội Kim Nam-joo đóng chính, dự kiến ra mắt vào nửa đầu năm 2024. Vào ngày 18 tháng 10, Eun-woo đã phát hành bản làm lại của "Jealousy", ban đầu được do Yoo Seung-beom hát, cho nhạc phim chính thức của bộ phim truyền hình A Good Day to Be a Dog. Vào ngày 27 tháng 10, anh trở thành nghệ sĩ đầu tiên nhận được Giải thưởng Biểu tượng Toàn cầu tại MTV Video Music Awards Japan 2023, một giải thưởng đặc biệt được trao để tôn vinh những thành tựu trong hoạt động toàn cầu với tư cách là một nghệ sĩ. Vào ngày 8 tháng 12, theo Fantagio, Eunwoo sẽ tổ chức buổi hòa nhạc dành cho người hâm mộ đầu tiên "Mystery Elevator" vào năm 2024.
Vào năm 2024, Eunwoo sẽ tổ chức Just One 10 Minutes "Mystery Elevator", buổi hòa nhạc solo đầu tiên dành cho người hâm mộ của anh ấy. Nó bắt đầu vào ngày 17 tháng 2 tại Hàn Quốc và bao gồm các chuyến thăm tới Malaysia, Thái Lan, Philippines, Nhật Bản, Singapore và Indonesia.  Vào ngày 9 tháng 1, Fantagio xác nhận Cha sẽ ra mắt với tư cách nghệ sĩ solo và đang chuẩn bị cho album solo của mình sẽ được phát hành vào nửa đầu năm 2024. Eunwoo sẽ lần đầu tiên biểu diễn tất cả các bài hát có trong album của mình tại buổi fan concert ở Seoul. Anh dự định sẽ làm việc chăm chỉ trong nhiều lĩnh vực khác nhau bao gồm âm nhạc, biểu diễn và phim truyền hình trong năm nay. Vào ngày 15 tháng 2, đĩa đơn mở rộng "Entity" của anh được phát hành, bao gồm đĩa đơn chính "Stay". Video âm nhạc có sự góp mặt của anh và nữ diễn viên người Mỹ, India Eisley. Vào ngày 19 tháng 2, video âm nhạc của EP, "Where Am I" đã được phát hành. Vào ngày 27 tháng 3, có thông báo rằng hai buổi hòa nhạc nữa sẽ được bổ sung ở Brazil và Mexico.

## Sự nghiệp diễn xuất

### Phim điện ảnh
| Năm  | Tựa Phim          | Vai Diễn        | Ghi Chú   |
| ---- | ----------------- | --------------- | --------- |
| 2014 | My Brilliant Life | Healthy Ah-ruem | Khách mời |
| 2022 | Decibel           | Jeon Tae-ryong  | Khách mời |

### Phim truyền hình
| Năm  | Tựa Phim                     | Vai Diễn     | Ghi Chú            |
| ---- | ---------------------------- | ------------ | ------------------ |
| 2015 | To Be Continued              | Eunwoo       | NAVER tvcast       |
| 2016 | Replies that make us flutter | Eunwoo       | MBC                |
| 2016 | My Romantic Recipe           | Cha Eun-woo  | NAVER tvcast       |
| 2017 | Cú đánh cực đỉnh             | MJ           | KBS2               |
| 2017 | Revenge Note                 | Cha Eun Woo  | Web-drama          |
| 2018 | Người đẹp Gangnam            | Do Kyung Suk | JTBC               |
| 2019 | Nhà Sử Học Goo Hae Ryung     | Lee Rim      | MBC                |
| 2020 | Vẻ đẹp đích thực             | Lee Su-ho    | tvN                |
| 2022 | Island                       | Yohan        | TVING Amazon Prime |
| 2023 | A Good Day To Be A Dog       | Jin Seo-won  |                    |

### Dẫn chương trình
| Năm       | Tựa Phim                         | Vai Diễn                                | Ghi Chú |
| --------- | -------------------------------- | --------------------------------------- | ------- |
| 2016-2018 | Show! Music Core                 | cùng Kim Sae-ron, Lee Soo-min và Xiyeon |         |
| 2017      | MBC Gayo Daejejeon               | cùng Suho và YoonA                      |         |
| 2018      | Dream Concert                    | cùng Yoon Shi-yoon và Seol In-ah        |         |
| 2018      | MBC Gayo Daejejeon               | cùng Noh Hong Chul, Minho và YoonA      |         |
| 2019      | MBC Gayo Daejejeon               | cùng Jang Sung-kyu và YoonA             |         |
| 2020      | Dream Concert                    | cùng Eunhyuk và Lia                     |         |
| 2020      | KBS Song Festival                | cùng Jung Yun-ho và Shin Ye-eun         |         |
| 2020      | SBS Entertainment Awards         | cùng Shin Dong-yup và Lee Seung-gi      |         |
| 2021      | Dream Concert                    | cùng Leeteuk và Kim Do-yeon             |         |
| 2021      | Seoul International Drama Awards | cùng Park Eun-bin                       |         |
| 2021      | KBS Song Festival                | cùng Kim Seol-hyun và Rowoon            |         |
| 2022      | SBS Gayo Daejeon                 | cùng Key và An Yu-jin                   |         |
| 2023      | 38th Golden Disc Awards          | cùng Sung Si-kyung                      |         |

### Chương trình truyền hình
| Năm  | Chương trình                            | Vai trò            | Ghi chú                                    |
| ---- | --------------------------------------- | ------------------ | ------------------------------------------ |
| 2016 | Golden Bell Challenge                   | Thí sinh           | Trường Trung học Nghệ thuật Hanlim         |
| 2016 | Astro OK! Ready                         | Thành viên         | với Astro                                  |
| 2016 | Astro Debut Showcase                    | Thành viên         | với Astro                                  |
| 2016 | 1 VS 100                                | Khách mời          | với MoonBin và MJ                          |
| 2016 | Crisis Escape No. 1                     | Khách mời          |                                            |
| 2016 | Law of the jungle                       | Khách mời          | Từ tập 220                                 |
| 2016 | The Imaginarium                         | Khách mời          | Thí sinh                                   |
| 2016 | Boom Shaka Laka                         | Thí sinh           | Thí sinh                                   |
| 2016 | King of Mask Singer                     | Khách mời          |                                            |
| 2016 | Happy together                          | Khách mời          | Tập 469, 567                               |
| 2016 | Problematic Men                         | Khách mời          |                                            |
| 2016 | After school club                       | Khách mời          | Tập 202, 219, 240, 291, 419 cùng với Astro |
| 2016 | Hello Counselor                         | Khách mời          | Tập 299                                    |
| 2016 | Idol Battle Likes                       | Biểu diễn          |                                            |
| 2016 | Trick & True                            | Biểu diễn          | Tập 8                                      |
| 2016 | Lipstick Prince                         | Biểu diễn          | Phần 1 tập 3                               |
| 2016 | Weekly Idol                             | Khách mời          | Tập 256, 279, 307, 434 cùng với Astro      |
| 2016 | The Show MS60                           | Khách mời          | Astro cùng với KNK                         |
| 2016 | Escape crisis no.1                      |                    |                                            |
| 2016 | Idol Party                              | Khách mời          | Tập 7 cùng Astro                           |
| 2017 | ASTRO GS25 (mùa 1,2)                    | Thành viên         |                                            |
| 2017 | Idol men                                | Khách mời          | Cùng với Astro                             |
| 2017 | Secret Variety Training                 | Khách mời          |                                            |
| 2017 | My Little Television                    | Khách mời          | Tập 86, 87                                 |
| 2017 | Oppa Thinking                           | Khách mời          | Tập 0( pilot)                              |
| 2017 | Knowing Brothers                        | Khách mời          | Tập 137,276                                |
| 2017 | Crime scene 3                           | Khách mời          | Tập 7                                      |
| 2017 | Master Key                              | Khách mời          | Tập 1                                      |
| 2017 | Astro - The Show FanPD                  | Thành viên         | Show do fan tổ chức                        |
| 2017 | World Idol Show K-RUSH                  | Khách mời          | Tập 14                                     |
| 2017 | Boat Horn Clenched Fists                | Khách mời          | Tập 3                                      |
| 2017 | Song Ji-hyo's Beauty View               | Khách mời          | Tập 1 cùng Moonbin                         |
| 2018 | Package TOUR 2 ( Carefree Travellers 2) |                    | Tập 5                                      |
| 2018 | Those who cross the line                | Khách mời          | Tập 5, 6, 7, 8                             |
| 2018 | Let's eat dinner together               | Khách mời          | Tập 106                                    |
| 2018 | Snail Hotel                             | Khách mời          | Tập 9, 10, 11, 12                          |
| 2018 | Radio Star                              | Khách mời          | Tập 567                                    |
| 2018 | Yu Huiyeol's Sketchbook                 | Khách mời          | Tập 427 cùng với Astro                     |
| 2019 | Baek Jong Won alley restaurant          | Khách mời          | Tập 170                                    |
| 2019 | Idol radio                              | Khách mời          | Tập 114, 524, 421 cùng với Astro           |
| 2019 | Sugar man 2                             |                    | Tập 86 cùng với Astro, Red Velvet          |
| 2020 | Handsome Tiger                          | Cầu thủ bóng rổ    | 12 tập                                     |
| 2020 | Hidden track 2                          | Khách mời          | Tháng 5/2020 cùng với Astro                |
| 2020 | Master in the house                     | Khách mời          | Tập 116                                    |
| 2020 | Master in the house                     | Thành viên cố định | Từ tập 118                                 |
| 2021 | Amazing saturday                        | Khách mời          | Tập 153 với Sanha                          |
| 2021 | Mantul house                            | Khách mời          |                                            |
| 2021 | The return of superman                  | Khách mời          |                                            |
| 2021 | ASTRO's 1001 Nights                     | Thành viên         |                                            |
| 2021 | Astro zone                              | Thành viên         | Cùng Astro                                 |
| 2022 | Running man                             |                    | Tập 604                                    |

## Sự nghiệp âm nhạc

### Bài hát
| Năm  | Tên             | Ghi chú                                   |
| ---- | --------------- | ----------------------------------------- |
| 2018 | Together        | OST phim "Top Management"                 |
| 2019 | Please Remember | OST phim "Rookie Historian Goo Hae Ryung" |
| 2019 | Rainbow Falling | OST phim "My ID Is Gangnam Beauty"        |
| 2021 | Love So Fine    | OST phim "True Beauty"                    |

## Liên kết
- 이동민 trên IMDb
- Cha Eun-woo trên HanCinema
- Cha Eun-woo trên Instagram